# Изола (Удине)
Изола је насеље у Италији у округу Удине, региону Фурланија-Јулијска крајина.
Према процени из 2011. у насељу је живело 203 становника. Насеље се налази на надморској висини од 451 м.